# Красеха, Ерофей Никифорович
Красеха Ерофей Никифорович (1 января 1940, Хряск) — географ, почвовед, геоэколог. Доктор биологических наук (1990); профессор; руководитель научной школы «Почвообразовательного процессы в черноземах степовой зоны».

## Биография
Красеха Ерофей Никифорович родился 1 января 1940 в селе Хряск Волынской области. Родители родом из крестьян Волынского Полесья. В 1953 г. вместе с родителями переехал в г. Новый Буг Николаевской области, где в 1956 году окончил СШ № 1.
В 1959 г. закончил Новобугский техникум механизации и электрификации сельского хозяйства.
В 1960-1961 гг. работал механиком, рабочим в геологоразведочных экспедициях в Красноярском крае в бассейне Подкаменной Тунгуски.
В 1961 г. поступил на геолого-географический факультет Одесского государственного университета им. И. И. Мечникова (ныне — Одесский национальный университет имени И. И. Мечникова), который закончил 1969 по специальности физическая география. В 1963-1966 гг. служил в рядах Советской Армии.
С 1969 года — инженер, в 1971—1977 гг. — начальник, в 1978—1992 гг. — научный руководитель почвенной экспедиции кафедры почвоведения и географии почв Одесского университета. В Красноярском крае, в Иркутской и Читинской областях России было обследовано около шести миллионов гектаров земель, на которые составлены крупномасштабные грунтовые карты. С 1980 г. до 1992 г. проводил исследования структуры почвенного покрова с использованием аэрокосмических методов в бассейнах Енисея и Подкаменной Тунгуски, на Енисейском кряже, в пределах Восточного Саяна, в Прибайкалье, на Витимском нагорье. Принимал участие в работах по рекультивации земель в долине р. Колымы Магаданской области России.
С 1977 г. работал старшим преподавателем, с 1981 г. — доцентом кафедры почвоведения и географии почв Одесского государственного университета им. И. И. Мечникова.
В 1979 г. защитил кандидатскую диссертацию на тему: «Серые лесные почвы со вторым гумусовым горизонтом в системе структуры почвенного покрова междуречья Великой Кэти и Енисея» (науч. руководитель — проф. И. Н. Гоголев).
В 1990 — защитил докторскую диссертацию на тему: «Пространственная организация почвенного покрова Средней Сибири».
С 1992 года — профессор кафедры почвоведения и географии почв; с 1996 года — заведующий кафедрой географии Украины Одесского государственного университета имени И. И. Мечникова.

## Научная деятельность
Основные направления научной работы: теория почвоведения, грунтовая картография, пространственная организация почвенного покрова, теория и методы изучения структуры почвенного покрова, экология почв и экология землепользования, биосферная этика, история и философия взаимоотношений человека и природы. Руководитель научной школы «Почвообразовательного процессы в черноземах при орошении. Картография почв. Экология землепользования».
В течение 22 лет был начальником и научным руководителем экспедиций по изучению почвенного покрова и составления почвенных карт Среднего и Восточной Сибири. На Украине в пределах Одесской, Запорожской, Херсонской, Николаевской областей и Республики Крым исследовал влияние орошения на свойства черноземов и структуру почвенного покрова в рамках общего мониторинга орошаемых земель.
Красеха Е. Н. впервые детально исследовал почвы со вторым гумусовым горизонтом Приенисейской Сибири и предложил теорию их генезиса; усовершенствовал методику крупномасштабного почвенного снятия с использованием учения о структуре почвенного покрова, метода Катен, полигон-трансекты и почвенно-экологических профилей, метода пластики рельефа; автор концепции пространственно-временной организации почвенного покрова и учение о топологии грунтовых ландшафтов; автор новой биоцентрично-каскадной теории педосферы; развил и усовершенствовал концепцию грунтоподобних тел — педолитив.
Председатель Одесского отделения Украинского общества почвоведов и агрохимиков.
Автор более 100 научных трудов.

## Труды
- Почвы подтайги срединного региона Сибири (географо-генетический анализ и перспективы использования) / Е. Н. Красеха, Т. М. Корсунова. — Красноярск : Изд-во Красноярского ун-та, 1985. — 153 с.
- Почвенный покров таёжных ландшафтов Сибири / Е. Н. Красеха, В. М. Корсунов, Е. Ф. Ведрова. — Новосибирск : Наука, 1988. — 188 с.
- Пространственная организация почвенного покрова / В. М. Корсунов, Е. Н. Красеха; отв. ред. И. А. Ишигенов ; АН СССР, Сибирское отд-ние, Бурятский ин-т биологии. — Новосибирск : Наука, 1990. — 199 с.
- Методология почвенных эколого-географических исследований и картографии почв / В. М. Корсунов, Е. Н. Красеха, Б. Б. Ральдин; отв. ред. В. Н. Горбачев ; РАН. — Улан-Удэ : РАН, 2002. — 232 с.
- Картографування грунтового покриву / С. П. Позняк, Є. Н. Красєха, М. Г. Кіт. — Львів : Львівський нац. ун-т ім. І. Франка, 2003. — 498 с.
- Чинники грунтотворення / С. П. Позняк, Є. Н. Красєха. — Львів : Львівський нац. ун-т ім. І. Франка, 2007. — 367 с.
- Основні пріоритети використання і збереження степових екосистем Українського Причорномор’я / Є. Н. Красєха, В. А. Сич // Причорноморський екологічний бюлетень. — 2008. — № 1. — С.74-82.
- Еволюція степових екосистем: ліси, трав’яністі угруповання, чорноземи / Є. Н. Красєха, В. А. Сич // Причорноморський екологічний бюлетень. — 2009. — № 1. — С. 151—159.
- Основні напрямки навчально-методичної та наукової роботи кафедри географії України / Є. Н. Красєха, А. Е. Молодецький [та ін.] // Вісник Одеського національного університету. — 2010. — Т. 15, вип. 5: Географічні та геологічні науки. — С. 113—123.
- Педосфера Земли / В. М. Корсунов, Е. Н. Красеха; отв. ред.: Л. Л. Убугунов ; РАН, Сиб отд-ние, Ин-т общей и экспериментальной биологии. — Улан-Удэ : Изд-во Бурятского науч. центра СО РАН, 2010. — 471 с.
- Науки про Землю в Одеському (Новоросійському) університеті / Є. А. Черкез, Я. М. Біланчин, Є. Н. Красєха; наук. ред.: М. О. Подрезова, О. Г. Топчієв; бібліогр. ред.: В. В. Самодурова ; ОНУ ім. І.І. Мечникова. — Одеса : Астропринт, 2010. — 102 с. — (Розвиток науки в Одеському (Новоросійському) університеті . Географічні та геологічні науки).
- Біогеографія з основами екології : навч. посіб. для студ. геогр. спец. / Є. Н. Красєха ; ОНУ ім. І. І. Мечникова. — Одеса : Астропринт, 2012. — 569 с.
- Введение в экологическую этику : учеб. пособ. / Е. Н. Красеха ; ОНУ им. И. И. Мечникова. — Одесса : Астропринт, 2016 . — 352 с.
- Чорноземи масивів зрошення Одещини / Я. М. Біланчин [та ін.] ; за наук. ред.: Є. Н. Красєха, Я. М. Біланчин ; ОНУ ім. І. І. Мечникова. – Одеса : Одеський нац. ун-т, 2016. – 193 с. (недоступная ссылка)